# 彭奚念
彭奚念（4世纪？—409年）东晋十六国时期河州羌人首领，枹罕（今甘肃临夏市）人。
后凉吕光时，彭奚念利用北方混战之机，迅速发展势力。东晋太元十四年（389年），率众归降西秦乞伏乾归，任北河州刺史。太元十七年（392年），率兵攻打后凉白土县（今青海化隆回族自治县），击败后凉君主·三河王吕光儿子吕纂的进攻，后来吕光又亲自率军将他击败于枹罕，彭奚念逃奔甘松（今四川阿坝藏族羌族自治州北部）。隆安元年（397年），被乞伏乾归任命为镇卫将军。后又降于后秦，被委为河州刺史。义熙三年（407年），归降南凉秃发傉檀。义熙四年（408年），西秦乞伏炽磐来攻，在枹罕作战，获胜。义熙五年（409年），乘乞伏炽磐东至上邽时，击其后路，被乞伏炽磐还击，枹罕被围，彭奚念败亡。